# Audregnies
Audregnies is een dorp in de Belgische provincie Henegouwen en een deelgemeente van de Waalse gemeente Quiévrain. Audregnies was een zelfstandige gemeente tot aan de gemeentelijke herindeling van 1977.

## Bezienswaardigheden
- De Trinitariërsabdij bestaat tegenwoordig slechts uit een lang, 18e-eeuws gebouw. De abdij van de orde der Trinitariërs werd gesticht in 1229 en opgeheven onder Keizer Jozef II, in 1783. De kerk en de abdijgebouwen werden gesloopt. In plaats daarvan werd een lang gebouw opgericht dat als boerderij dienst deed en ook de voormalige abdijschuur omvatte.
- De Sint-Andreaskerk is een neogotisch bouwwerk van 1871.

## Natuur en landschap
Audregnies ligt aan de Petite Honnelle en aan de Chaussée Brunehaut. De hoogte aan de kerk bedraagt 49 meter.

## Demografische ontwikkeling
- Bronnen:NIS, Opm:1831 tot en met 1970=volkstellingen

## Nabijgelegen kernen
Baisieux, Élouges, Wihéries, Montignies-sur-Roc, Angres